# Clinopegma magnum
Clinopegma magnum är en snäckart som först beskrevs av Dall 1895.  Clinopegma magnum ingår i släktet Clinopegma och familjen valthornssnäckor. Inga underarter finns listade i Catalogue of Life.